# روتباخ
روتباخ (به فرانسوی: Rothbach) یک کمون در فرانسه با جمعیت ۴۹۸ نفر است که در Canton of Niederbronn-les-Bains واقع شده‌است.